# Мурашниця бразильська
Мурашниця бразильська (Hylopezus whittakeri) — вид горобцеподібних птахів родини Grallariidae.

## Поширення
Ендемік Бразилії. Ареал виду обмежений межиріччям між річками Мадейра і Шінгу.